# Katrin Albsteiger
Katrin Albsteiger (de soltera Poleschner; Ulm, Baden-Wurtemberg, 20 de noviembre de 1983) es una política alemana. Afiliada a la Unión Social Cristiana de Baviera (CSU), entre 2013 y 2017 fue miembro del Bundestag en representación de Baviera. Desde 2020, se desempeña como alcaldesa de Neu-Ulm.

## Educación
Albsteiger estudió ciencias políticas con especialización en economía en la Universidad de Augsburgo

## Carrera
Después de su graduación, Albsteiger trabajó en la sede central de CSU en Múnich desde 2009 hasta 2010, antes de pasar a ocupar un puesto de comunicaciones corporativas en la empresa energética alemana E.ON. Entre 2011 y 2013, trabajó como portavoz de la empresa de servicios públicos Stadtwerke Ulm/Neu-Ulm (SWU).
Desde 2021, Albsteiger se ha desempeñado como uno de los cinco vicepresidentes de la CSU, bajo el liderazgo del presidente Markus Söder.
Albsteiger fue nominada por su partido como delegada a la Convención Federal con el propósito de elegir al presidente de Alemania en 2022.

### Bundestag
En las elecciones federales de 2013, Albsteiger fue electa como miembro del Bundestag en representación de Baviera.
En el parlamento, Albsteiger sirvió en el Comité de Asuntos Europeos y en el Comité de Evaluación de Educación, Investigación y Tecnología. Fue ponente de su grupo parlamentario sobre desempleo juvenil e igualdad de género, así como sobre Grecia, Chipre y Austria.
En noviembre de 2016, Albsteiger fue propuesta nuevamente como candidata para la lista estatal de CSU para las elecciones federales de 2017, sin embargo, no logró retener su escaño en el Bundestag.

### Neu-Ulm
En marzo de 2020 fue electa alcaldesa de la ciudad de Neu-Ulm, con el 52,3% de los votos.

## Posiciones ideológicas
En junio de 2017, Albsteiger votó en contra de la introducción del matrimonio entre personas del mismo sexo en Alemania.

## Vida personal
Contrajo matrimonio el 28 de diciembre de 2011 con Tobias Albsteiger, con quien tiene dos hijas. Ella es católica.

## Resultados electorales

### Bundestag
|  | 49,29 % |

|  | 38,82 % |

### Alcaldía de Neu-Ulm
| Año  |         | Partido | Votos            | Porcentaje | Resultado | Ref. |
| ---- | ------- | ------- | ---------------- | ---------- | --------- | ---- |
| 2020 | CSU     | 9,313   | \| \| 52,29 % \| | Electa     | [ 10 ]    |      |
|      | 52,29 % |         |                  |            |           |      |